# Little Richard (musikalbum)
Little Richard, i Storbritannien känd som Volume 2, är ett samlingsalbum av den amerikanska rock and roll- och rhythm and bluessångaren Little Richard, utgivet i juli 1958. Albumet består till stor del av tidigare utgivna singlar.

## Låtlista
| 1. | "Keep A-Knockin'"                  | Richard Penniman                       | 2:11 |
| 2. | "By the Light of the Silvery Moon" | Edward Madden, Gus Edwards             | 2:03 |
| 3. | "Send Me Some Lovin'"              | John Marascalco, Leo Price             | 2:16 |
| 4. | "I'll Never Let You Go"            | Richard Penniman                       | 2:17 |
| 5. | "Heeby-Jeebies"                    | Maybelle Jackson, John Marascalco      | 2:12 |
| 6. | "All Around the World"             | Robert Blackwell, McKinley Millet, Jr. | 2:18 |

| 1.           | "Good Golly, Miss Molly" | Robert Blackwell, John Marascalco | 2:07  |
| 2.           | "Baby Face"              | Harry Akst, Benny Davis           | 2:11  |
| 3.           | "Hey-Hey-Hey-Hey"        | Richard Penniman                  | 2:03  |
| 4.           | "Ooh! My Soul"           | Richard Penniman                  | 1:50  |
| 5.           | "The Girl Can't Help It" | Bobby Troup                       | 2:29  |
| 6.           | "Lucille"                | Richard Penniman, Al Collins      | 2:21  |
| Total längd: | Total längd:             | Total längd:                      | 26:48 |